# Pierre Ducasse
Pierre Ducasse (* 7. Mai 1987 in Bordeaux) ist ein französischer ehemaliger Fußballspieler.

## Karriere

### Verein
Ducasse stammt aus der Jugendschmiede Bordeaux’. Seit Sommer 2005 steht der defensive Mittelfeldspieler im Profikader der „Dunkelblauen“. Der aktuelle Vertrag des Nachwuchstalents gilt bis 2010. Mit Bordeaux konnte er bisher zwei Ligapokalsiege, zwei Vize-Meisterschaften und die Meisterschaft 2009 erreichen. Im August 2009 wurde er für den Rest der Saison an den FC Lorient ausgeliehen, um Spielpraxis zu sammeln.

### Nationalmannschaft
2004 wurde Ducasse Europameister mit der U-17-Nationalmannschaft. 2006 war er Nationalspieler der U-21-Auswahl Frankreichs.

## Erfolge
- Französischer Meister mit Girondins Bordeaux: 2009
- Französischer Vize-Meister mit Girondins Bordeaux: 2006, 2008
- Französischer Ligapokalsieger mit Girondins Bordeaux: 2007, 2009
- U-17-Europameister: 2004